# Mare Nostrum

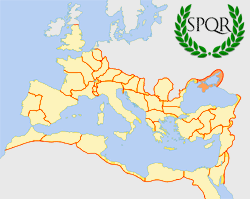
Het Romeinse Keizerrijk rond de Middellandse Zee ten tijde van Hadrianus

Met Mare Nostrum (Latijn voor Onze Zee) duidden de Romeinen vroeger de Middellandse Zee aan.
Aanvankelijk werd er de Tyrreense Zee mee bedoeld, maar vanaf het Romeinse Keizerrijk, na alle veroveringen door de Romeinen, veranderde dat en werd de aanduiding voor de gehele Middellandse Zee gebruikt. De zee werd volledig door Romeins gebied ingesloten. Een van Justinianus I, voormalig keizer van het Oost-Romeins Rijk  zijn doel was om het "Mare Nostrum" terug één te maken.